# 五島悦子
五島 悦子（ごとう えつこ　1965年7月23日 - ）は、日本で活動していたタレント、女優。
かつて日音プロモーションに所属していた。

## 来歴
弟がいる。共立女子大学中退。当初は本名の金瀬 悦子の名で、NHKの『YOU』に3代目アシスタントのひとりとして出演した。
のちに五島 静と改名し、テレビドラマに出演。ドラマ初出演は1987年『男女7人秋物語』（TBS）。また改名後には、TBSの『日立 世界・ふしぎ発見!』でミステリーハンターを務めた。
1991年1月に五島 悦子と改名した。

## 出演

### テレビ番組
- YOU（NHK） - 3代目アシスタント（1984年4月 - 1985年3月）
- ポッパーズMTV（TBS） - 5代目アシスタント[1]
- 朝のホットライン（TBS）[1]
- 日立 世界・ふしぎ発見!（TBS） - ミステリーハンター
  - 第160回 ロンドンの夏目漱石 坊ちゃん・倫敦を行く（1989年6月17日）
  - 第163回 森鷗外 ベルリン伯林の恋（1989年7月8日）
  - 第171回 インド・ラジャスタン 第三のシルクロード（1989年9月2日）
  - 第181回 魔法から科学へ 錬金術の秘密の世界（1989年11月25日）
  - 第183回 ベートーヴェン 魂の交響曲（シンフォニー）（1989年12月9日）
  - 第189回 神々の愛した国 アテネとスパルタ（1990年1月27日）
  - 第192回 トロイに夢馳せて シュリーマン古代への情熱（1990年2月17日）
  - 第197回 飛び出しスペシャル インドへの道（1990年3月24日）
  - 第211回 恐竜一億年王国 愛と青春の化石たち（1990年7月7日）
  - 第221回 ミステリアス・ピカソ その光と陰（1990年9月15日）
  - 第223回 ミケランジェロ 神への憧れ（1990年9月29日）
  - 第285回 お箸の国の物語 日本の味（1992年1月11日）

### テレビドラマ
- 男女7人秋物語 第1話・第5話（1987年、TBS）
- 水曜ドラマ とっておきの青春 第1話・第4話・第8話（1988年、NHK） - 梨絵 役[1]
- 時間ですよ たびたび 第11話（1988年9月19日、TBS） - 三郎の妻・ともみ 役
- 3年B組金八先生 第3シリーズ 第8話（1988年11月28日、TBS） - 榊原知美のいとこ 役
- 東京ストーリーズ 第30話「私たちって、手がいのち」（1990年6月11日、フジテレビ）
- 東京ラブストーリー（1991年、フジテレビ） - みどり 役
- ルージュの伝言 VOL.1「ガールフレンズ」（1991年4月4日＝3日深夜、TBS）
- 芸者小春の華麗な冒険 第6話・第11話（1991年、テレビ朝日）
- 刑事貴族2 第9話「スィートメモリー」（1991年6月14日、日本テレビ）
- 世にも奇妙な物語 第2シリーズ「行列」（1991年11月28日、フジテレビ）
- さよならをもう一度（1992年、フジテレビ） - 渡辺奈津子 役
- 悪いこと 第14話「形態」（1992年7月31日＝30日深夜、フジテレビ）
- 世にも奇妙な物語 第3シリーズ「奇跡を呼ぶ男」（1992年9月10日、フジテレビ）
- 愛と逃亡の果て 女優岡田嘉子（1993年3月26日、TBS）
- 火曜ドラマリーグ 結婚・私が好きですか「あなたでなければ…」第1話・第2話（1993年、朝日放送）
- 土曜ドラマ 否認（1994年、NHK）
- 若者のすべて 第3話（1994年11月2日、フジテレビ）

### 映画
- ハロー張りネズミ（1991年11月16日） - 四俵蘭子 役
- 毎日が夏休み（1994年6月11日） - 秘書・たか子 役
- 無頼平野（1995年5月29日） - 桃子 役